# Peter Algotsson
Peter Algotsson, möjligen död 1299, var en svensk präst och kansler.
Peter Algotsson var son till Algot Brynolfsson. Han omtalas första gången 1278 och satt då som kanik i Skara i den valnämnd som utsåg brodern Brynolf till biskop. Förmodligen hade han studerat vid Paris universitet då norska källor vanligen kallar honom "magister". I samband med brodern Folkes brudrov 1288 flydde Peter Algotsson till Norge. Här blev han en av kungens betrodda ämbetsmän och användes mycket i diplomatiska uppdrag till Skottland och England, och vann under dessa även skotske kungens ynnest. Det är osäkert när han avled, men en isländsk annal nämner att 1299 dog Peter, biskop i Skarn i Götland. Någon sådan biskop är inte känd men skulle ju kunna syfta på Peter vars bror var biskop där. Han kom att få inflytande över Magnus Ladulås lagstiftningsarbete, men det är oklart i vilken grad. Troligen har han delvis utformat edsöreslagstiftningarna.